# Listă de districte civile din statul Iowa

Harta densității populației statului.

- Această pagină este o listă alfabetică de districte civile din statul american Iowa, care sete bazată pen informațiile culese de United States Census Bureau (conform Census 2000).  Statul Iowa are 1.599.

- Vedeți și Listă de comitate din statul Iowa
- Vedeți și Listă de orașe din statul Iowa
- Vedeți și Listă de districte civile din statul Iowa.
- Vedeți și Listă de comunități desemnate pentru recensământ din statul Iowa.
- Vedeți și Listă de comunități neîncorporate din statul Iowa.

Index: 
| Cuprins: |  | Top 0–9 A Ă B C D E F G H I Î J K L M N O P Q R S Ș T Ț U V W X Y Z |

## A
- Adams, Dallas
- Adams, Delaware
- Adams, Keokuk
- Adams, Mahaska
- Adams, Wapello
- Adel, Dallas
- Afton, Cherokee
- Afton, Howard
- Agency, Wapello
- Albion, Butler
- Albion, Howard
- Alden, Hardin
- Allen, Harrison
- Allen, Polk
- Allen, Warren
- Allens Grove, Scott
- Allison, Lyon
- Allison, Osceola
- Amaqua, Boone
- America, Plymouth
- Amherst, Cherokee
- Amity, Page
- Amsterdam, Hancock
- Anderson, Mills
- Arcadia, Carroll
- Arlington, Woodbury
- Armstrong Grove, Emmet
- Ashton, Monona
- Athens, Ringgold
- Auburn, Fayette
- Audubon, Audubon
- Avery, Hancock
- Avery, Humboldt

## B
- Badger, Webster
- Baker, Guthrie
- Baker, O'Brien
- Baker, Osceola
- Baltimore, Henry
- Bangor, Marshall
- Banks, Fayette
- Banner, Woodbury
- Barclay, Black Hawk
- Barnes, Buena Vista
- Barton, Worth
- Bath, Cerro Gordo
- Battle, Ida
- Bear Creek, Poweshiek
- Bear Grove, Cass
- Bear Grove, Guthrie
- Beaver, Boone
- Beaver, Butler
- Beaver, Dallas
- Beaver, Grundy
- Beaver, Guthrie
- Beaver, Humboldt
- Beaver, Polk
- Bedford, Taylor
- Belknap, Pottawattamie
- Bellair, Appanoose
- Bellevue, Jackson
- Bellville, Pocahontas
- Belmond, Wright
- Belmont, Warren
- Belvidere, Monona
- Bennezette, Butler
- Bennington, Black Hawk
- Benton, Benton
- Benton, Cass
- Benton, Des Moines
- Benton, Fremont
- Benton, Keokuk
- Benton, Lucas
- Benton, Ringgold
- Benton, Taylor
- Benton, Wayne
- Bertram, Linn
- Bethel, Fayette
- Big Creek, Black Hawk
- Big Grove, Benton
- Big Grove, Johnson
- Bingham, Hancock
- Black Hawk, Black Hawk
- Black Hawk, Grundy
- Black Hawk, Jefferson
- Black Oak, Mahaska
- Blaine, Ida
- Blaine, Wright
- Blairsburg, Hamilton
- Bloomfield, Clinton
- Bloomfield, Polk
- Bloomfield, Winneshiek
- Bloomington, Decatur
- Bloomington, Muscatine
- Blue Grass, Scott
- Bluff Creek, Monroe
- Bluffton, Winneshiek
- Boardman, Clayton
- Bonaparte, Van Buren
- Boomer, Pottawattamie
- Boone, Dallas
- Boone, Hancock
- Boone, Wright
- Booth, Palo Alto
- Boulder, Linn
- Boyer, Crawford
- Boyer, Harrison
- Boyer Valley, Sac
- Bradford, Chickasaw
- Brandon, Jackson
- Bremen, Delaware
- Brighton, Cass
- Brighton, Washington
- Bristol, Greene
- Bristol, Worth
- Britt, Hancock
- Brooke, Buena Vista
- Brookfield, Clinton
- Brookfield, Worth
- Brown, Linn
- Bruce, Benton
- Buchanan, Jefferson
- Buchanan, Page
- Buckeye, Hardin
- Buckingham, Tama
- Buena Vista, Clayton
- Buena Vista, Jasper
- Buffalo, Buchanan
- Buffalo, Kossuth
- Buffalo, Linn
- Buffalo, Scott
- Buffalo, Winnebago
- Buncombe, Sioux
- Burlington, Des Moines
- Burnside, Webster
- Burr Oak, Mitchell
- Burr Oak, Winneshiek
- Burrell, Decatur
- Burt, Kossuth
- Butler, Butler
- Butler, Calhoun
- Butler, Jackson
- Butler, Scott
- Byron, Buchanan

## C
- Caldwell, Appanoose
- Caledonia, O'Brien
- Calhoun, Calhoun
- Calhoun, Harrison
- Calmar, Winneshiek
- Camanche, Clinton
- Cameron, Audubon
- Camp, Polk
- Canaan, Henry
- Canoe, Winneshiek
- Canton, Benton
- Capel, Sioux
- Carl, Adams
- Carlton, Tama
- Carroll, O'Brien
- Carroll, Tama
- Carson, Pottawattamie
- Cascade, Dubuque
- Cass, Boone
- Cass, Cass
- Cass, Cedar
- Cass, Clayton
- Cass, Guthrie
- Cass, Hamilton
- Cass, Harrison
- Cass, Jones
- Cass, Shelby
- Cass, Wapello
- Castle Grove, Jones
- Cedar, Benton
- Cedar, Black Hawk
- Cedar, Calhoun
- Cedar, Cherokee
- Cedar, Floyd
- Cedar, Greene
- Cedar, Jefferson
- Cedar, Johnson
- Cedar, Lee
- Cedar, Lucas
- Cedar, Mahaska
- Cedar, Mitchell
- Cedar, Monroe
- Cedar, Muscatine
- Cedar, Pocahontas
- Cedar, Sac
- Cedar, Van Buren
- Cedar, Washington
- Cedar Falls, Black Hawk
- Centennial, Lyon
- Center, Allamakee
- Center, Calhoun
- Center, Cedar
- Center, Clinton
- Center, Decatur
- Center, Dubuque
- Center, Emmet
- Center, Fayette
- Center, Henry
- Center, Jefferson
- Center, Mills
- Center, Monona
- Center, O'Brien
- Center, Pocahontas
- Center, Pottawattamie
- Center, Shelby
- Center, Sioux
- Center, Wapello
- Center, Winnebago
- Center Grove, Dickinson
- Chariton, Appanoose
- Charleston, Lee
- Charter Oak, Crawford
- Chequest, Van Buren
- Cherokee, Cherokee
- Chester, Howard
- Chester, Poweshiek
- Chickasaw, Chickasaw
- Cincinnati, Harrison
- Clark, Tama
- Clay, Clay
- Clay, Grundy
- Clay, Hardin
- Clay, Harrison
- Clay, Jones
- Clay, Marion
- Clay, Polk
- Clay, Shelby
- Clay, Washington
- Clay, Wayne
- Clay, Webster
- Clayton, Clayton
- Clayton, Taylor
- Clear Creek, Jasper
- Clear Creek, Johnson
- Clear Creek, Keokuk
- Clear Lake, Cerro Gordo
- Clear Lake, Hamilton
- Cleona, Scott
- Clermont, Fayette
- Cleveland, Davis
- Cleveland, Lyon
- Clinton, Linn
- Clinton, Ringgold
- Clinton, Sac
- Clinton, Wayne
- Coffins Grove, Delaware
- Coldwater, Butler
- Colfax, Boone
- Colfax, Dallas
- Colfax, Grundy
- Colfax, Page
- Colfax, Pocahontas
- Colfax, Webster
- College, Linn
- Collins, Story
- Colony, Adams
- Colony, Delaware
- Columbia, Tama
- Columbia, Wapello
- Columbus City, Louisa
- Competine, Wapello
- Concord, Dubuque
- Concord, Hancock
- Concord, Hardin
- Concord, Louisa
- Concord, Woodbury
- Concordia, Des Moines
- Cono, Buchanan
- Cook, Sac
- Coon, Buena Vista
- Coon Valley, Sac
- Cooper, Monona
- Cooper, Webster
- Corinth, Humboldt
- Corwin, Ida
- Corydon, Wayne
- Cox Creek, Clayton
- Crawford, Madison
- Crawford, Washington
- Crescent, Pottawattamie
- Cresco, Kossuth
- Crocker, Polk
- Crystal, Hancock
- Crystal, Tama
- Cummins, Pocahontas

## D
- Dahlonega, Wapello
- Dale, Lyon
- Dale, O'Brien
- Dallas, Dallas
- Dallas, Marion
- Dallas, Taylor
- Danville, Des Moines
- Danville, Worth
- Davenport City, Scott
- Dawson, Greene
- Dayton, Bremer
- Dayton, Butler
- Dayton, Cedar
- Dayton, Chickasaw
- Dayton, Iowa
- Dayton, Webster
- Dayton, Wright
- De Witt, Clinton
- Decatur, Decatur
- Decorah, Winneshiek
- Deep Creek, Clinton
- Deep River, Poweshiek
- Deer Creek, Mills
- Deer Creek, Webster
- Deer Creek, Worth
- Deerfield, Chickasaw
- Delana, Humboldt
- Delaware, Delaware
- Delaware, Polk
- Delaware, Sac
- Delhi, Delaware
- Denison, Crawford
- Denmark, Emmet
- Denmark, Lee
- Des Moines, Boone
- Des Moines, Dallas
- Des Moines, Jasper
- Des Moines, Jefferson
- Des Moines, Lee
- Des Moines, Pocahontas
- Des Moines, Polk
- Des Moines, Van Buren
- Diamond, Cherokee
- Diamond Lake, Dickinson
- Dodge, Boone
- Dodge, Dubuque
- Dodge, Guthrie
- Dodge, Union
- Doon, Lyon
- Dougherty, Cerro Gordo
- Douglas, Adams
- Douglas, Appanoose
- Douglas, Audubon
- Douglas, Boone
- Douglas, Bremer
- Douglas, Clay
- Douglas, Harrison
- Douglas, Ida
- Douglas, Madison
- Douglas, Mitchell
- Douglas, Montgomery
- Douglas, Page
- Douglas, Polk
- Douglas, Sac
- Douglas, Shelby
- Douglas, Union
- Douglas, Webster
- Dover, Fayette
- Dover, Pocahontas
- Doyle, Clarke
- Drakesville, Davis
- Dresden, Chickasaw
- Dubuque, Dubuque
- Dutch Creek, Washington

## E
- Eagle, Black Hawk
- Eagle, Kossuth
- Eagle, Sioux
- Eagle Grove, Wright
- East, Montgomery
- East Boyer, Crawford
- East Des Moines, Mahaska
- East Holman, Osceola
- East Lancaster, Keokuk
- East Lincoln, Mitchell
- East Lucas, Johnson
- East Orange, Sioux
- East River, Page
- East Waterloo, Black Hawk
- Eden, Benton
- Eden, Carroll
- Eden, Clinton
- Eden, Decatur
- Eden, Fayette
- Eden, Marshall
- Eden, Sac
- Eden, Winnebago
- Edna, Cass
- Eldora, Hardin
- Eldorado, Benton
- Elgin, Lyon
- Elgin, Plymouth
- Eliot, Louisa
- Elk, Buena Vista
- Elk, Clayton
- Elk, Delaware
- Elk Creek, Jasper
- Elk River, Clinton
- Elkhart, Polk
- Elkhorn, Plymouth
- Elkhorn, Webster
- Ell, Hancock
- Ellington, Hancock
- Ellington, Palo Alto
- Ellis, Hardin
- Ellsworth, Emmet
- Ellsworth, Hamilton
- Elm Grove, Calhoun
- Elm Grove, Louisa
- Emmet, Emmet
- Emmetsburg, Palo Alto
- English, Iowa
- English, Lucas
- English River, Keokuk
- English River, Washington
- Erin, Hancock
- Estherville, Emmet
- Etna, Hardin
- Eureka, Adair
- Eureka, Sac
- Ewoldt, Carroll
- Excelsior, Dickinson
- Exira, Audubon

## F
- Fabius, Davis
- Fairbank, Buchanan
- Fairfax, Linn
- Fairfield, Buena Vista
- Fairfield, Cedar
- Fairfield, Fayette
- Fairfield, Grundy
- Fairfield, Jackson
- Fairfield, Palo Alto
- Fairview, Allamakee
- Fairview, Jasper
- Fairview, Jones
- Fairview, Monona
- Fairview, Osceola
- Fairview, Shelby
- Falls, Cerro Gordo
- Farmers Creek, Jackson
- Farmersburg, Clayton
- Farmington, Cedar
- Farmington, Van Buren
- Fayette, Decatur
- Fayette, Linn
- Felix, Grundy
- Fenton, Kossuth
- Fern Valley, Palo Alto
- Fertile, Worth
- Fillmore, Iowa
- Fisher, Fremont
- Flint River, Des Moines
- Florence, Benton
- Floyd, Floyd
- Floyd, O'Brien
- Floyd, Sioux
- Floyd, Woodbury
- Forest, Winnebago
- Forest City, Howard
- Four Mile, Polk
- Fox, Black Hawk
- Fox River, Davis
- Frankfort, Montgomery
- Franklin, Allamakee
- Franklin, Appanoose
- Franklin, Bremer
- Franklin, Cass
- Franklin, Clarke
- Franklin, Decatur
- Franklin, Des Moines
- Franklin, Greene
- Franklin, Lee
- Franklin, Linn
- Franklin, Marion
- Franklin, Monona
- Franklin, Monroe
- Franklin, O'Brien
- Franklin, Polk
- Franklin, Story
- Franklin, Washington
- Frankville, Winneshiek
- Fredericksburg, Chickasaw
- Frederika, Bremer
- Fredonia, Plymouth
- Freedom, Hamilton
- Freedom, Palo Alto
- Freeman, Clay
- Fremont, Benton
- Fremont, Bremer
- Fremont, Buchanan
- Fremont, Butler
- Fremont, Cedar
- Fremont, Clarke
- Fremont, Fayette
- Fremont, Hamilton
- Fremont, Johnson
- Fremont, Page
- Fremont, Winneshiek
- French Creek, Allamakee
- Fruitland, Muscatine
- Fulton, Muscatine
- Fulton, Webster

## G
- Galva, Ida
- Garden, Boone
- Garden Grove, Decatur
- Garfield, Calhoun
- Garfield, Clay
- Garfield, Hancock
- Garfield, Ida
- Garfield, Kossuth
- Garfield, Lyon
- Garfield, Mahaska
- Garfield, Montgomery
- Garfield, Plymouth
- Garfield, Pocahontas
- Garfield, Sioux
- Garnavillo, Clayton
- Garner, Pottawattamie
- Gay, Taylor
- Geneseo, Cerro Gordo
- Geneseo, Tama
- Geneva, Franklin
- German, Grundy
- German, Kossuth
- Giard, Clayton
- Gillett Grove, Clay
- Gilman, Osceola
- Glenwood, Mills
- Glenwood, Winneshiek
- Glidden, Carroll
- Goewey, Osceola
- Goodrich, Crawford
- Goshen, Muscatine
- Gower, Cedar
- Gowrie, Webster
- Graham, Johnson
- Grand Meadow, Cherokee
- Grand Meadow, Clayton
- Grand River, Adair
- Grand River, Decatur
- Grand River, Madison
- Grand River, Wayne
- Grandview, Louisa
- Grange, Woodbury
- Grant, Adams
- Grant, Boone
- Grant, Buena Vista
- Grant, Carroll
- Grant, Cass
- Grant, Cerro Gordo
- Grant, Clinton
- Grant, Dallas
- Grant, Franklin
- Grant, Greene
- Grant, Grundy
- Grant, Guthrie
- Grant, Hardin
- Grant, Ida
- Grant, Kossuth
- Grant, Linn
- Grant, Lyon
- Grant, Monona
- Grant, Montgomery
- Grant, O'Brien
- Grant, Page
- Grant, Plymouth
- Grant, Pocahontas
- Grant, Poweshiek
- Grant, Ringgold
- Grant, Sioux
- Grant, Story
- Grant, Tama
- Grant, Taylor
- Grant, Union
- Grant, Winnebago
- Grant, Woodbury
- Grant, Wright
- Great Oak, Palo Alto
- Greeley, Audubon
- Greeley, Shelby
- Green, Fremont
- Green, Wapello
- Green Bay, Clarke
- Green Bay, Lee
- Greenbrier, Greene
- Greencastle, Marshall
- Greene, Iowa
- Greenfield, Adair
- Greenfield, Calhoun
- Greenfield, Jones
- Greenfield, Warren
- Greenwood, Kossuth
- Griggs, Ida
- Grimes, Cerro Gordo
- Grove, Adair
- Grove, Cass
- Grove, Davis
- Grove, Humboldt
- Grove, Pottawattamie
- Grove, Shelby
- Grove, Taylor
- Grove, Worth
- Guilford, Monroe

## H
- Hale, Jones
- Hamilton, Decatur
- Hamilton, Franklin
- Hamilton, Hamilton
- Hamlin, Audubon
- Hampshire, Clinton
- Hancock, Plymouth
- Hanover, Allamakee
- Hanover, Crawford
- Hardin, Greene
- Hardin, Hardin
- Hardin, Johnson
- Hardin, Pottawattamie
- Hardin, Webster
- Harlan, Fayette
- Harlan, Page
- Harrisburg, Van Buren
- Harrison, Adair
- Harrison, Benton
- Harrison, Boone
- Harrison, Harrison
- Harrison, Kossuth
- Harrison, Lee
- Harrison, Mahaska
- Harrison, Osceola
- Hartford, Iowa
- Hartland, Worth
- Hartley, O'Brien
- Hayes, Buena Vista
- Hayes, Crawford
- Hayes, Ida
- Hazel Dell, Pottawattamie
- Hazel Green, Delaware
- Hazleton, Buchanan
- Hebron, Kossuth
- Henry, Plymouth
- Henry, Van Buren
- Herdland, Clay
- Hesper, Winneshiek
- Hickory Grove, Jasper
- Hickory Grove, Scott
- High Lake, Emmet
- High Point, Decatur
- Highland, Clayton
- Highland, Greene
- Highland, Guthrie
- Highland, O'Brien
- Highland, Palo Alto
- Highland, Tama
- Highland, Union
- Highland, Wapello
- Highland, Washington
- Highland, Winneshiek
- Hilton, Iowa
- Holland, Sioux
- Holt, Taylor
- Homer, Benton
- Homer, Buchanan
- Honey Creek, Delaware
- Honey Creek, Iowa
- Horton, Osceola
- Howard, Howard
- Howard, Story
- Howard, Tama
- Howard, Wayne
- Howard Center, Howard
- Humboldt, Humboldt
- Hungerford, Plymouth
- Huron, Des Moines

## I
- Illyria, Fayette
- Independence, Appanoose
- Independence, Hamilton
- Independence, Jasper
- Independence, Palo Alto
- Indian Creek, Mills
- Indian Creek, Story
- Indian Village, Tama
- Indiana, Marion
- Ingham, Franklin
- Ingraham, Mills
- Inland, Cedar
- Iowa, Allamakee
- Iowa, Benton
- Iowa, Cedar
- Iowa, Crawford
- Iowa, Dubuque
- Iowa, Iowa
- Iowa, Jackson
- Iowa, Marshall
- Iowa, Washington
- Iowa, Wright
- Iowa Lake, Emmet
- Irvington, Kossuth

## J
- Jack Creek, Emmet
- Jackson, Adair
- Jackson, Benton
- Jackson, Boone
- Jackson, Bremer
- Jackson, Butler
- Jackson, Calhoun
- Jackson, Clarke
- Jackson, Crawford
- Jackson, Des Moines
- Jackson, Greene
- Jackson, Guthrie
- Jackson, Hardin
- Jackson, Harrison
- Jackson, Henry
- Jackson, Jackson
- Jackson, Jones
- Jackson, Keokuk
- Jackson, Lee
- Jackson, Linn
- Jackson, Lucas
- Jackson, Madison
- Jackson, Monroe
- Jackson, Poweshiek
- Jackson, Sac
- Jackson, Shelby
- Jackson, Taylor
- Jackson, Van Buren
- Jackson, Warren
- Jackson, Washington
- Jackson, Wayne
- Jackson, Webster
- Jackson, Winneshiek
- Jacksonville, Chickasaw
- James, Pottawattamie
- Jamestown, Howard
- Jasper, Adams
- Jasper, Carroll
- Jefferson, Adair
- Jefferson, Allamakee
- Jefferson, Bremer
- Jefferson, Buchanan
- Jefferson, Butler
- Jefferson, Clayton
- Jefferson, Dubuque
- Jefferson, Fayette
- Jefferson, Harrison
- Jefferson, Henry
- Jefferson, Johnson
- Jefferson, Lee
- Jefferson, Louisa
- Jefferson, Madison
- Jefferson, Mahaska
- Jefferson, Marshall
- Jefferson, Polk
- Jefferson, Poweshiek
- Jefferson, Ringgold
- Jefferson, Shelby
- Jefferson, Taylor
- Jefferson, Warren
- Jefferson, Wayne
- Jenkins, Mitchell
- Johns, Appanoose
- Johnson, Plymouth
- Johnson, Webster
- Jones, Union
- Jordan, Monona
- Junction, Greene

## K
- Kane, Benton
- Kane, Pottawattamie
- Kedron, Woodbury
- Keg Creek, Pottawattamie
- Kellogg, Jasper
- Kendrick, Greene
- Kennebec, Monona
- Kensett, Worth
- Keokuk, Wapello
- King, Winnebago
- Kniest, Carroll
- Knox, Clarke
- Knox, Pottawattamie
- Knoxville, Marion

## L
- La Grange, Harrison
- Lafayette, Allamakee
- Lafayette, Bremer
- Lafayette, Keokuk
- Lafayette, Story
- Lake, Cerro Gordo
- Lake, Clay
- Lake, Humboldt
- Lake, Monona
- Lake, Muscatine
- Lake, Pocahontas
- Lake, Pottawattamie
- Lake, Wright
- Lake Creek, Calhoun
- Lake Prairie, Marion
- Lakeport, Woodbury
- Lakeville, Dickinson
- Lansing, Allamakee
- Larchwood, Lyon
- Layton, Pottawattamie
- Le Claire, Scott
- Le Grand, Marshall
- Le Roy, Bremer
- Ledyard, Kossuth
- Lee, Adair
- Lee, Buena Vista
- Lee, Franklin
- Lee, Madison
- Lee, Polk
- Lenox, Iowa
- Leroy, Audubon
- Leroy, Benton
- Lester, Black Hawk
- Levey, Sac
- Lewis, Pottawattamie
- Liberal, Lyon
- Liberty, Buchanan
- Liberty, Cherokee
- Liberty, Clarke
- Liberty, Clinton
- Liberty, Dubuque
- Liberty, Hamilton
- Liberty, Hancock
- Liberty, Jefferson
- Liberty, Johnson
- Liberty, Keokuk
- Liberty, Lucas
- Liberty, Marion
- Liberty, Marshall
- Liberty, Mitchell
- Liberty, O'Brien
- Liberty, Plymouth
- Liberty, Ringgold
- Liberty, Scott
- Liberty, Warren
- Liberty, Woodbury
- Liberty, Wright
- Lick Creek, Davis
- Lick Creek, Van Buren
- Lime Creek, Cerro Gordo
- Lime Creek, Washington
- Lincoln, Adair
- Lincoln, Adams
- Lincoln, Appanoose
- Lincoln, Audubon
- Lincoln, Black Hawk
- Lincoln, Buena Vista
- Lincoln, Calhoun
- Lincoln, Cass
- Lincoln, Cerro Gordo
- Lincoln, Clay
- Lincoln, Dallas
- Lincoln, Emmet
- Lincoln, Grundy
- Lincoln, Hamilton
- Lincoln, Harrison
- Lincoln, Iowa
- Lincoln, Johnson
- Lincoln, Kossuth
- Lincoln, Lucas
- Lincoln, Madison
- Lincoln, Mahaska
- Lincoln, Monona
- Lincoln, Montgomery
- Lincoln, O'Brien
- Lincoln, Page
- Lincoln, Plymouth
- Lincoln, Pocahontas
- Lincoln, Polk
- Lincoln, Pottawattamie
- Lincoln, Poweshiek
- Lincoln, Ringgold
- Lincoln, Scott
- Lincoln, Shelby
- Lincoln, Sioux
- Lincoln, Story
- Lincoln, Tama
- Lincoln, Union
- Lincoln, Warren
- Lincoln, Winnebago
- Lincoln, Winneshiek
- Lincoln, Worth
- Lincoln, Wright
- Linden, Winnebago
- Linn, Cedar
- Linn, Dallas
- Linn, Linn
- Linn, Warren
- Linton, Allamakee
- Liscomb, Marshall
- Liston, Woodbury
- Little Sioux, Harrison
- Little Sioux, Woodbury
- Lizard, Pocahontas
- Lloyd, Dickinson
- Lockridge, Jefferson
- Locust Grove, Fremont
- Locust Grove, Jefferson
- Lodomillo, Clayton
- Logan, Calhoun
- Logan, Clay
- Logan, Ida
- Logan, Lyon
- Logan, Marshall
- Logan, Sioux
- Logan, Winnebago
- Lone Tree, Clay
- Long Creek, Decatur
- Lost Grove, Webster
- Lost Island, Palo Alto
- Lotts Creek, Kossuth
- Lotts Creek, Ringgold
- Lovell, Jones
- Lu Verne, Kossuth
- Ludlow, Allamakee
- Lynn, Sioux
- Lynn Grove, Jasper
- Lyon, Hamilton
- Lyon, Lyon
- Lyons, Mills

## M
- Macedonia, Pottawattamie
- Madison, Buchanan
- Madison, Butler
- Madison, Clarke
- Madison, Fremont
- Madison, Hancock
- Madison, Johnson
- Madison, Jones
- Madison, Lee
- Madison, Madison
- Madison, Mahaska
- Madison, Polk
- Madison, Poweshiek
- Madison, Winneshiek
- Magnolia, Harrison
- Magor, Hancock
- Maine, Linn
- Makee, Allamakee
- Malaka, Jasper
- Malcom, Poweshiek
- Mallory, Clayton
- Mantua, Monroe
- Maple, Ida
- Maple, Monona
- Maple River, Carroll
- Maple Valley, Buena Vista
- Maquoketa, Jackson
- Marcus, Cherokee
- Marcy, Boone
- Marengo, Iowa
- Marietta, Marshall
- Marion, Clayton
- Marion, Davis
- Marion, Franklin
- Marion, Hamilton
- Marion, Henry
- Marion, Lee
- Marion, Linn
- Marion, Marshall
- Marion, Plymouth
- Marion, Washington
- Mariposa, Jasper
- Marshall, Louisa
- Marshall, Marshall
- Marshall, Pocahontas
- Marshall, Taylor
- Mason, Cerro Gordo
- Mason, Taylor
- Massena, Cass
- Massillon, Cedar
- Maxfield, Bremer
- Meadow, Clay
- Meadow, Plymouth
- Melrose, Grundy
- Melville, Audubon
- Mendon, Clayton
- Mercer, Adams
- Middle Fork, Ringgold
- Middlefield, Buchanan
- Midland, Lyon
- Milford, Crawford
- Milford, Dickinson
- Milford, Story
- Military, Winneshiek
- Miller, Woodbury
- Millville, Clayton
- Milo, Delaware
- Minden, Pottawattamie
- Minerva, Marshall
- Mitchell, Mitchell
- Monmouth, Jackson
- Monona, Clayton
- Monroe, Benton
- Monroe, Butler
- Monroe, Fremont
- Monroe, Johnson
- Monroe, Linn
- Monroe, Madison
- Monroe, Mahaska
- Monroe, Monroe
- Monroe, Ringgold
- Monroe, Shelby
- Monroe, Wayne
- Montpelier, Muscatine
- Montrose, Lee
- Morgan, Crawford
- Morgan, Decatur
- Morgan, Franklin
- Morgan, Harrison
- Morgan, Woodbury
- Morning Sun, Louisa
- Morton, Page
- Mosalem, Dubuque
- Moscow, Muscatine
- Mott, Franklin
- Mound Prairie, Jasper
- Mount Valley, Winnebago
- Mount Vernon, Black Hawk
- Mount Vernon, Cerro Gordo
- Moville, Woodbury
- Muscatine, Muscatine

## N
- Nassau, Sioux
- Nebraska, Page
- Neola, Pottawattamie
- Nevada, Palo Alto
- Nevada, Story
- New Albany, Story
- New Buda, Decatur
- New Hampton, Chickasaw
- New Hope, Union
- New London, Henry
- New Oregon, Howard
- New Wine, Dubuque
- Newark, Webster
- Newburg, Mitchell
- Newell, Buena Vista
- Newport, Johnson
- Newton, Buchanan
- Newton, Carroll
- Newton, Jasper
- Newton, Winnebago
- Niles, Floyd
- Nishnabotny, Crawford
- Noble, Cass
- Nodaway, Adams
- Nodaway, Page
- Nodaway, Taylor
- Nokomis, Buena Vista
- North Fork, Delaware
- Norwalk, Pottawattamie
- Norway, Humboldt
- Norway, Winnebago
- Norway, Wright

## O
- Oak, Mills
- Oak Dale, Howard
- Oakfield, Audubon
- Oakland, Franklin
- Oakland, Louisa
- Ocheyedan, Osceola
- Ohio, Madison
- Okoboji, Dickinson
- Olive, Clinton
- Omega, O'Brien
- Oneida, Delaware
- Oneida, Tama
- Oran, Fayette
- Orange, Black Hawk
- Orange, Clinton
- Orange, Guthrie
- Oregon, Washington
- Orient, Adair
- Orleans, Winneshiek
- Orono, Muscatine
- Orthel, Hancock
- Osage, Mitchell
- Osceola, Clarke
- Osceola, Franklin
- Otho, Webster
- Oto, Woodbury
- Otranto, Mitchell
- Otter, Warren
- Otter Creek, Crawford
- Otter Creek, Jackson
- Otter Creek, Linn
- Otter Creek, Lucas
- Otter Creek, Tama
- Owen, Cerro Gordo
- Oxford, Johnson
- Oxford, Jones

## P
- Paint Creek, Allamakee
- Palermo, Grundy
- Palestine, Story
- Palmyra, Warren
- Palo Alto, Jasper
- Paradise, Crawford
- Paris, Howard
- Paton, Greene
- Penn, Guthrie
- Penn, Jefferson
- Penn, Johnson
- Penn, Madison
- Peoples, Boone
- Perry, Buchanan
- Perry, Davis
- Perry, Jackson
- Perry, Plymouth
- Perry, Tama
- Peru, Dubuque
- Peterson, Clay
- Pierce, Page
- Pike, Muscatine
- Pilot, Cherokee
- Pilot, Iowa
- Pilot Grove, Montgomery
- Pilot Mound, Boone
- Pioneer, Cedar
- Pitcher, Cherokee
- Pittsford, Butler
- Plank, Keokuk
- Plato, Sioux
- Platte, Taylor
- Platte, Union
- Plattville, Mills
- Pleasant, Appanoose
- Pleasant, Cass
- Pleasant, Hardin
- Pleasant, Lucas
- Pleasant, Monroe
- Pleasant, Pottawattamie
- Pleasant, Poweshiek
- Pleasant, Union
- Pleasant, Wapello
- Pleasant, Winneshiek
- Pleasant, Wright
- Pleasant Grove, Des Moines
- Pleasant Grove, Floyd
- Pleasant Grove, Mahaska
- Pleasant Grove, Marion
- Pleasant Ridge, Lee
- Pleasant Valley, Carroll
- Pleasant Valley, Cerro Gordo
- Pleasant Valley, Fayette
- Pleasant Valley, Grundy
- Pleasant Valley, Johnson
- Pleasant Valley, Scott
- Pleasant Valley, Webster
- Plum Creek, Kossuth
- Plymouth, Plymouth
- Poe, Ringgold
- Poland, Buena Vista
- Polk, Benton
- Polk, Bremer
- Polk, Jefferson
- Polk, Shelby
- Polk, Taylor
- Polk, Wapello
- Port Louisa, Louisa
- Portland, Cerro Gordo
- Portland, Kossuth
- Portland, Plymouth
- Post, Allamakee
- Poweshiek, Jasper
- Powhatan, Pocahontas
- Poyner, Black Hawk
- Prairie, Davis
- Prairie, Delaware
- Prairie, Fremont
- Prairie, Keokuk
- Prairie, Kossuth
- Prairie, Mahaska
- Prairie Creek, Dubuque
- Prairie Springs, Jackson
- Prescott, Adams
- Preston, Plymouth
- Princeton, Scott
- Providence, Buena Vista
- Providence, Hardin
- Prussia, Adair
- Putnam, Fayette
- Putnam, Linn
- Pymosa, Cass

## Q
- Quincy, Adams

## R
- Raglan, Harrison
- Ramsey, Kossuth
- Rawles, Mills
- Read, Clayton
- Reading, Calhoun
- Reading, Sioux
- Red Oak, Cedar
- Red Oak, Montgomery
- Red Rock, Marion
- Reeve, Franklin
- Remsen, Plymouth
- Rice, Ringgold
- Richland, Adair
- Richland, Carroll
- Richland, Chickasaw
- Richland, Decatur
- Richland, Delaware
- Richland, Dickinson
- Richland, Franklin
- Richland, Guthrie
- Richland, Jackson
- Richland, Jasper
- Richland, Jones
- Richland, Keokuk
- Richland, Lyon
- Richland, Mahaska
- Richland, Sac
- Richland, Story
- Richland, Tama
- Richland, Wapello
- Richland, Warren
- Richman, Wayne
- Riley, Ringgold
- Ripley, Butler
- Riverdale, Kossuth
- Riverside, Fremont
- Riverside, Lyon
- Riverton, Clay
- Riverton, Floyd
- Riverton, Fremont
- Rochester, Cedar
- Rock, Cherokee
- Rock, Lyon
- Rock, Mitchell
- Rock, Sioux
- Rock, Woodbury
- Rock Creek, Jasper
- Rock Grove, Floyd
- Rockford, Floyd
- Rockford, Pottawattamie
- Roland, Webster
- Rome, Jones
- Roosevelt, Pocahontas
- Roscoe, Davis
- Rose Grove, Hamilton
- Roselle, Carroll
- Ross, Franklin
- Ross, Taylor
- Round Prairie, Jefferson
- Rudd, Floyd
- Rush Lake, Palo Alto
- Rutland, Humboldt
- Rutland, Woodbury

## S
- Sac, Sac
- St. Ansgar, Mitchell
- Saint Charles, Floyd
- Saint Clair, Benton
- Saint Clair, Monona
- Saint Johns, Harrison
- Saint Marys, Mills
- Salem, Henry
- Salt Creek, Davis
- Salt Creek, Tama
- Sand Creek, Union
- Saratoga, Howard
- Saylor, Polk
- Scotch Grove, Jones
- Scott, Buena Vista
- Scott, Fayette
- Scott, Floyd
- Scott, Franklin
- Scott, Fremont
- Scott, Hamilton
- Scott, Henry
- Scott, Johnson
- Scott, Madison
- Scott, Mahaska
- Scott, Montgomery
- Scott, Poweshiek
- Scranton, Greene
- Seely, Guthrie
- Seneca, Kossuth
- Settlers, Sioux
- Seventy-Six, Muscatine
- Seventy-Six, Washington
- Sharon, Appanoose
- Sharon, Audubon
- Sharon, Clinton
- Sharon, Johnson
- Shelby, Shelby
- Shell Rock, Butler
- Sheridan, Carroll
- Sheridan, Cherokee
- Sheridan, Poweshiek
- Sheridan, Scott
- Sheridan, Sioux
- Sherman, Calhoun
- Sherman, Hardin
- Sherman, Jasper
- Sherman, Kossuth
- Sherman, Monona
- Sherman, Montgomery
- Sherman, Pocahontas
- Sherman, Sioux
- Sherman, Story
- Shiloh, Grundy
- Sidney, Fremont
- Sigourney, Keokuk
- Silver, Cherokee
- Silver Creek, Ida
- Silver Creek, Mills
- Silver Creek, Pottawattamie
- Silver Lake, Dickinson
- Silver Lake, Palo Alto
- Silver Lake, Worth
- Sioux, Clay
- Sioux, Lyon
- Sioux, Monona
- Sioux, Plymouth
- Sioux, Sioux
- Sloan, Woodbury
- Smithfield, Fayette
- Soap Creek, Davis
- Soldier, Crawford
- Soldier, Monona
- South, Madison
- South Fork, Delaware
- South Fork, Jackson
- South Fork, Wayne
- Spaulding, Union
- Sperry, Clayton
- Spirit Lake, Dickinson
- Spring, Cherokee
- Spring Creek, Black Hawk
- Spring Creek, Mahaska
- Spring Creek, Tama
- Spring Grove, Linn
- Spring Rock, Clinton
- Spring Valley, Dallas
- Spring Valley, Monona
- Springdale, Cedar
- Springfield, Cedar
- Springfield, Kossuth
- Springfield, Winneshiek
- Squaw, Warren
- Stacyville, Mitchell
- Stanton, Plymouth
- Stapleton, Chickasaw
- State Center, Marshall
- Steady Run, Keokuk
- Stockholm, Crawford
- Stuart, Guthrie
- Sugar Creek, Cedar
- Sugar Creek, Poweshiek
- Sugar Grove, Dallas
- Summerset, Adair
- Summit, Adair
- Summit, Clay
- Summit, Marion
- Summit, O'Brien
- Sumner, Buchanan
- Sumner, Iowa
- Sumner, Webster
- Sumner, Winneshiek
- Sumner No. 2, Bremer
- Superior, Dickinson
- Swan Lake, Emmet
- Swan Lake, Pocahontas
- Swea, Kossuth
- Sweetland, Muscatine

## T
- Table Mound, Dubuque
- Tama, Des Moines
- Tama, Tama
- Tarkio, Page
- Taylor, Allamakee
- Taylor, Appanoose
- Taylor, Benton
- Taylor, Dubuque
- Taylor, Harrison
- Taylor, Marshall
- Tete Des Morts, Jackson
- Thompson, Guthrie
- Tilden, Cherokee
- Timber Creek, Marshall
- Tingley, Ringgold
- Tippecanoe, Henry
- Tipton, Hardin
- Toledo, Tama
- Districtul civil Toeterville, Mitchell
- Trenton, Henry
- Troy, Clarke
- Troy, Iowa
- Troy, Monroe
- Troy, Wright
- Twelve Mile Lake, Emmet
- Twin Lake, Hancock
- Twin Lakes, Calhoun

## U
- Udell, Appanoose
- Ulster, Floyd
- Union, Adair
- Union, Adams
- Union, Appanoose
- Union, Benton
- Union, Black Hawk
- Union, Boone
- Union, Calhoun
- Union, Carroll
- Union, Cass
- Union, Cerro Gordo
- Union, Crawford
- Union, Dallas
- Union, Davis
- Union, Delaware
- Union, Des Moines
- Union, Fayette
- Union, Floyd
- Union, Guthrie
- Union, Hardin
- Union, Harrison
- Union, Jackson
- Union, Johnson
- Union, Kossuth
- Union, Louisa
- Union, Lucas
- Union, Madison
- Union, Mahaska
- Union, Marion
- Union, Mitchell
- Union, Monroe
- Union, O'Brien
- Union, Plymouth
- Union, Polk
- Union, Poweshiek
- Union, Ringgold
- Union, Shelby
- Union, Story
- Union, Union
- Union, Van Buren
- Union, Warren
- Union, Wayne
- Union, Woodbury
- Union, Worth
- Union City, Allamakee
- Union Prairie, Allamakee
- Urbana, Monroe
- Utica, Chickasaw

## V
- Valley, Guthrie
- Valley, Page
- Valley, Pottawattamie
- Van Buren, Jackson
- Van Buren, Keokuk
- Van Buren, Lee
- Van Buren, Van Buren
- Van Meter, Dallas
- Vermillion, Appanoose
- Vernon, Dubuque
- Vernon, Humboldt
- Vernon, Palo Alto
- Vernon, Van Buren
- Vernon, Wright
- Vernon Springs, Howard
- Victoria, Cass
- Victory, Guthrie
- Vienna, Marshall
- Village, Van Buren
- Viola, Audubon
- Viola, Osceola
- Viola, Sac
- Virginia, Warren
- Volga, Clayton

## W
- Wacousta, Humboldt
- Wagner, Clayton
- Wall Lake, Sac
- Wall Lake, Wright
- Walnut, Adair
- Walnut, Appanoose
- Walnut, Dallas
- Walnut, Fremont
- Walnut, Jefferson
- Walnut, Madison
- Walnut, Palo Alto
- Walnut, Polk
- Walnut, Wayne
- Wapello, Louisa
- Wapsinonoc, Muscatine
- Ward, Clarke
- Warren, Bremer
- Warren, Keokuk
- Warren, Lucas
- Warren, Poweshiek
- Warren, Story
- Warren, Wayne
- Washington, Adair
- Washington, Adams
- Washington, Appanoose
- Washington, Black Hawk
- Washington, Bremer
- Washington, Buchanan
- Washington, Buena Vista
- Washington, Butler
- Washington, Carroll
- Washington, Cass
- Washington, Chickasaw
- Washington, Clarke
- Washington, Clinton
- Washington, Crawford
- Washington, Dallas
- Washington, Des Moines
- Washington, Dubuque
- Washington, Fremont
- Washington, Greene
- Washington, Grundy
- Washington, Harrison
- Washington, Iowa
- Washington, Jackson
- Washington, Jasper
- Washington, Johnson
- Washington, Jones
- Washington, Keokuk
- Washington, Lee
- Washington, Linn
- Washington, Lucas
- Washington, Marion
- Washington, Marshall
- Washington, Montgomery
- Washington, Page
- Washington, Plymouth
- Washington, Polk
- Washington, Pottawattamie
- Washington, Poweshiek
- Washington, Ringgold
- Washington, Shelby
- Washington, Sioux
- Washington, Story
- Washington, Taylor
- Washington, Van Buren
- Washington, Wapello
- Washington, Washington
- Washington, Wayne
- Washington, Webster
- Washington, Winneshiek
- Waterford, Clay
- Waterford, Clinton
- Waterloo, Allamakee
- Waterman, O'Brien
- Waubonsie, Ringgold
- Waveland, Pottawattamie
- Wayne, Henry
- Wayne, Jones
- Wayne, Mitchell
- Wayne, Monroe
- Weaver, Humboldt
- Webster, Hamilton
- Webster, Madison
- Webster, Polk
- Webster, Webster
- Welcome, Sioux
- Wells, Appanoose
- Welton, Clinton
- Wesley, Kossuth
- West, Montgomery
- West Bend, Palo Alto
- West Branch, Sioux
- West Des Moines, Mahaska
- West Fork, Franklin
- West Fork, Monona
- West Fork, Woodbury
- West Grove, Davis
- West Holman, Osceola
- West Lancaster, Keokuk
- West Lincoln, Mitchell
- West Lucas, Johnson
- West Point, Butler
- West Point, Lee
- West Side, Crawford
- Westburg, Buchanan
- Westfield, Fayette
- Westfield, Plymouth
- Westphalia, Shelby
- Westport, Dickinson
- Wheatland, Carroll
- Wheeler, Lyon
- Wheeler, Sac
- White Breast, Warren
- White Cloud, Mills
- White Oak, Mahaska
- White Oak, Warren
- Whitebreast, Lucas
- Whitewater, Dubuque
- Whittemore, Kossuth
- Williams, Calhoun
- Williams, Hamilton
- Willow, Cherokee
- Willow, Crawford
- Willow, Greene
- Willow, Monona
- Willow, Woodbury
- Wilson, Osceola
- Wilton, Muscatine
- Windsor, Fayette
- Winfield, Scott
- Wisner, Franklin
- Wolf Creek, Woodbury
- Woodbury, Woodbury
- Woodland, Decatur
- Woolstock, Wright
- Worth, Boone
- Wright, Pottawattamie
- Wright, Wayne
- Wyacondah, Davis
- Wyoming, Jones

## Y
- Yell, Boone
- Yell, Webster
- Yellow Springs, Des Moines
- York, Iowa
- York, Pottawattamie
- York, Tama

## Alte legături interne
- Categorie:Liste de comitate din Statele Unite ale Americii după stat
- Categorie:Liste de orașe din Statele Unite după stat
- Categorie:Liste de târguri din Statele Unite după stat
- Categorie:Liste de districte civile din Statele Unite după stat
- Categorie:Liste de sate din Statele Unite după stat
- Categorie:Liste de comunități neîncorporate din Statele Unite după stat
- Categorie:Liste de localități dispărute din Statele Unite după stat
- Categorie:Liste de comunități desemnate pentru recensământ din Statele Unite după stat
- Categorie:Liste de rezervații amerindiene din Statele Unite după stat
- Categorie:Liste de zone de teritoriu neorganizat din Statele Unite după stat

respectiv
- Vedeți și Listă de comitate din statul Iowa
- Vedeți și Listă de orașe din statul Iowa
- Vedeți și Listă de districte civile din statul Iowa.
- Vedeți și Listă de comunități desemnate pentru recensământ din statul Iowa.
- Vedeți și Listă de comunități neîncorporate din statul Iowa.